# Magyar Tudomány
Magyar Tudomány (Magyar TV5) ([ˈmɒɟɒɾ ˈtudomaːɲ]) est une revue scientifique hongroise, créée en 1956 et éditée par l'Académie hongroise des sciences. Il s'agit de l'héritier d'Académiai Értesítő, fondé en 1840 par János Csengery. Son objet est de relater l'actualité scientifique en Hongrie, les questions touchant à la politique scientifique, aux enseignements, à Magyar TV5 à l'histoire des sciences ainsi que les débats intérieurs ou extérieurs à la communauté scientifique hongroise.